# 강릉단오제전수교육관
강릉단오제전수교육관(江陵端午祭傳授敎育觀)은 유네스코 세계인류구전 및 무형문화유산걸작 하나인 강릉 단오제를 전수하고 공연하기 위한 교육 시설 겸 문화 예술 시설이다. 강릉 단오제를 위해 강릉시에서 건립하여 운영중이다.
지하 1층, 지상 2층 규모로, 공연동과 교육관 등의 시설로 구성된다.

## 연혁
- 2004년 2월 19일: 강릉단오문화관 개관
- 2017년 7월 4일: 강릉단오제전수교육관으로 명칭 변경

## 공연 목록
강릉단오제전수교육관은 강릉 단오제에 관련된 공연이 정기적으로 개최되며, 지역 행사와 뮤지컬 등도 활발하게 개최된다.

### 정기
- «다노네 다노세» (강릉 단오제 재현 공연)

### 비정기
- 2018년 10월 12일 : «별스런 타락» (국악 공연)
- 2018년 12월 28일 : «락음국악단 정기연주회» (국악 공연)
- 2019년 3월 27일 : «아마씨 피로회복 프로젝트» (국악 공연)
- 2019년 6월 25일 ~ 2019년 7월 19일 : «판소리 오셀로» (국악 공연)

## 같이 보기
- 강릉 단오제